# .tv

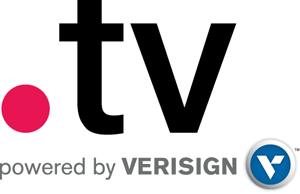

‎.tv‏ دامنه اینترنتی کشور کوچک تووالو در اقیانوس آرام است. با توجه به اینکه TV مخفف کلمه تلویزیون نیز هست، دولت این کشور (با دریافت وجه معینی) اجازه استفاده از این دامنه را به همه داده‌است و از این دامنه به عنوان یکی از منابع درآمدی خود استفاده می‌کند.

## دامنه‌های مشابه
دامنه‌های مشابه‌ای که علاوه بر نشان دادن یک کشور از آن‌ها به دلایلی استفاده دیگر هم می‌شود به شرح زیرند: